# Auchintaple Loch
Auchintaple Loch är en sjö i Storbritannien.   Den ligger i kommunen Angus och riksdelen Skottland, i den norra delen av landet, 600 km norr om huvudstaden London. Auchintaple Loch ligger 357 meter över havet. I omgivningarna runt Auchintaple Loch växer i huvudsak blandskog.